# 罗纳德·穆雷
罗纳德·“菲利普”·穆雷（英語：Ronald "Flip" Murray，1979年7月29日—），生于宾西法尼亚州费城，美国职业篮球运动员，司职得分后卫和控球后卫。
穆雷就读于斯特罗贝曼逊高中 (Strawberry Mansion HS)，他身高6英尺3英寸体重197磅，昵称“菲利普”源自早年喜欢的体操。
在2002年NBA选秀中穆雷在第二轮第13顺位被密尔沃基雄鹿队选中，之前他在肖恩大学 (Shaw University)打球。他效力过雄鹿队、西雅图超音速队、克里夫兰骑士队，2006年夏天穆雷和活塞队签订了一份超过两年3600万的合同，活塞获得他也提升了球队的板凳深度，穆雷在赛季中18次首发出场 (12次取代得分后卫昌西·比卢普斯，还有六次是代替得分后卫理查德·汉密尔顿)。
在他效力NBA的五个赛季中，得到场均9.3分、2.3次助攻和2.0个篮板。